# 祁門紅茶
祁門紅茶（キームンこうちゃ、きもんこうちゃ）は、中華人民共和国安徽省祁門県でつくられる紅茶。なお、周辺他県でつくられる紅茶は「安徽紅茶」（あんきこうちゃ）と呼ばれ明確に区分されている。日本では「キーマン」「キームン」「キーモン」などとよばれる。中国十大銘茶のひとつ。
「紅茶のブルゴーニュ酒」と称されることもある。インドの「ダージリン」・スリランカの「ウヴァ」とならび世界三大銘茶の1つとされている。

## 特徴

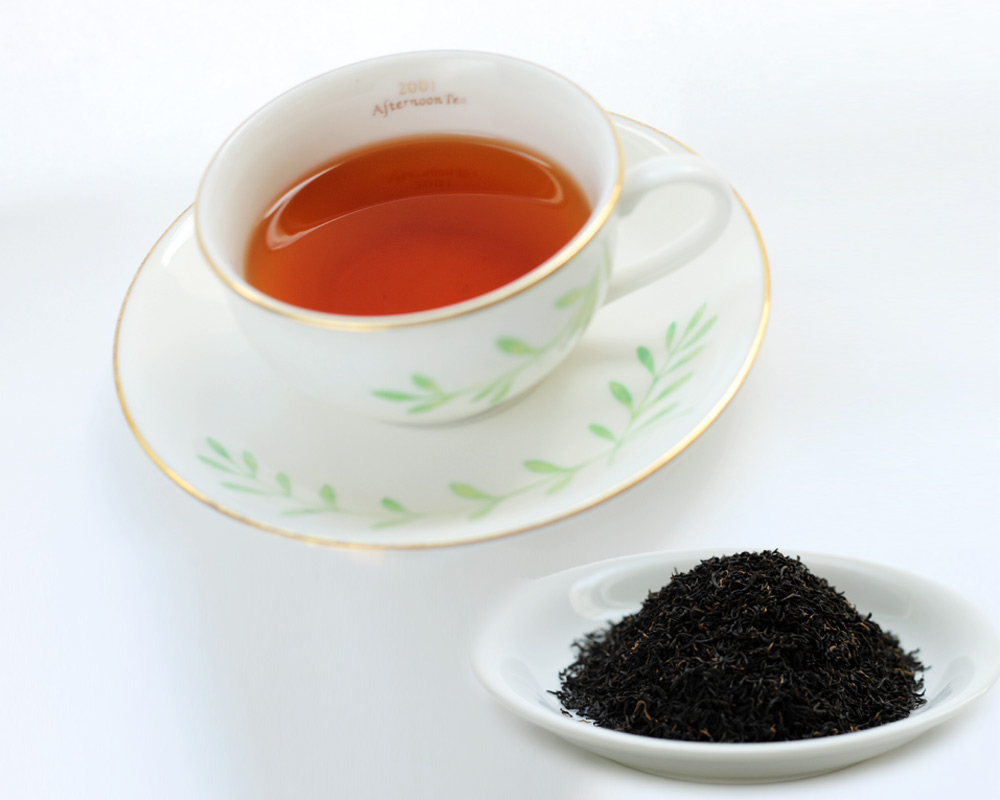
祁門紅茶

外観は細く美しく整った条形の茶葉で、色沢は艶のある黒色、上級茶には黄金色のティップが混ざる。よく締まった茶葉は容易に開かずまたそのことが質の良いことの証明でもある。そのため蒸らし時間は5分又はそれ以上を要する。水色は鮮やかな赤。滋味は穏やかで柔らかくほのかな甘みがある、香味は蘭の花の香りを内蔵するといわれている。
また果物の香りや甘い糖蜜の香りをも漂わせる。一部でいわれている烟臭さが特徴というのは明らかな誤解である。一般的にはできたばかりの新茶よりも半年から1年ほど経過した方が味香りをさらに発揮させる。これは香気成分などが貯蔵により増加することと密接な関係があるとされている。

## 歴史
産地の祁門県は、その地理条件や気候などの自然環境が茶作りに適していることから、千年以上前から質の高い茶の産地として有名であったことが唐の時代の書物に記されている。しかし紅茶が作られ始めたのは1870年代の中期だとされ、創始者については余氏説・胡氏説・陳氏説など諸説があるが、現在地元の祁門県では胡氏説が最も有力である。
- 余氏説 - 福建での官職を辞した黟県人の余昌愷（字は幹臣）は福建工夫紅茶が海外で人気になっていることをみて、その作り方に倣い建徳県と祁門県で紅茶製造を始め成功した[7]。
- 胡氏説 - 地元の緑茶が売れ行き不振に陥り他の方法を模索していた祁門県人の胡元龍は、緑茶から紅茶作りへの転換を試み、各地を視察し当時最高の紅茶といわれていた寧紅（ねいこう）工夫の製茶師を大金で招き自宅に紅茶工場をつくり祁門紅茶の品質と名声を高めた[8]。

このように祁門紅茶は福建工夫紅茶や寧紅工夫の影響をうけて創られたものだが、品質はそれらを上回り、「後来居上」（後から来た者が先輩を追い抜くこと）「後起之秀」（優秀な新人という意味）などの四字熟語で形容され、出藍の誉れを讃えられた。なお紅茶の起源といわれる小種紅茶とは直接のつながりはない。
20世紀初頭には祁門紅茶の輸出量は3000トンを越えていた。
祁門紅茶の高い評価は世界中に広まり、1915年、パナマ運河開通を記念して開催されたサンフランシスコ万国博覧会で最高金賞を受賞した。「世界三大銘茶」（ダージリン・ウバ・祁門紅茶）と称されるようになるが、同時に複雑な製法を簡略化させた香りの悪い粗悪紅茶も増えてしまった。祁門のことをスモーキーフレーバーなどと形容されてしまうことが多いのは、この粗悪品の流通の弊害である。
1950年「安徽省祁門製茶工場」が設立され、2005年に閉鎖されるまでの55年間、最も高い品質のキームンを作り続けてきた。また戦後では1987年ベルギーのブリュッセルで開催された世界食品コンクール（モンドセレクション）で最優秀金賞を受賞している。

## 製茶と等級
祁門紅茶の製茶は全17の精巧な工程を経て作られ厳密な等級選別がなされる。
製茶工程は次の3段階に分けられる。
1. 原料茶葉の選別
等級によって摘まれる時期、一芯一葉・一芯二葉などの生葉の比率が細かく定められていてこれにより品質の確保が保証される。
2. 初製工程
萎凋→揉捻→発酵→乾燥の4工程。ロータバンなどの揉切機は使わない。荒茶を作る工程。
この中の「発酵工程」は紅茶製造の核心的部分で、その実体は酵素の作用が促すポリフェノール化合物の酸化が主体である。酸化によりテアフラビン (TF)とテアルビジン (TR)を形成する。更に酸化が進むと褐色物質テアブラウニンに変化し品質は劣化する。TFとTRの含有量と両者の比率は紅茶の水色、香り、滋味に大きく影響し、紅茶品質に決定的な作用をもたらす。よって現場では発酵の「程度」に細心の注意を払う。
その次の「乾燥工程」は普通二回に分けて行う。
一次乾燥は「毛火」と言い、高温で速く乾燥することにより酵素の活性を破壊し発酵を止める。
二次乾燥は「足火」といい、「ゆるやかな火でゆっくり」行うことで茶葉の香りを十分に発揮させる。以上により荒茶が出来上がる。
3. 精製工程
上記の初製工程で作り上げた荒茶をさらに精製し商品茶とする。
大小・長短・太細・重軽などを分別する篩い工程を主とし、異物除去、水分除去、再火入れ、ブレンドなど全13工程、品質を高め、一層の細分化と均等化が求められる。

以上の非常に細かく念入りな工程を経て商品茶として完成する。
このように時間と労力を十分にかけ丁寧に作る紅茶は一般に「工夫紅茶」と呼ばれ（工夫とは漢語で時間と手間をかける意味）19世紀初頭から福建省・江西省・湖北省などで創られ始めた。
祁門紅茶の等級は「祁紅正茶品質規格」と「祁紅荒茶品質規格」によって、各等級の外観・滋味・香気・水色などが細かく規定されている。工夫紅茶の高級3種、中級2種、低級2種の他、ブロークン、ファニング、ダスト、脚茶、梗茶、副茶などもそれぞれ等級が分けられる。さらにその後、特級、超級、礼茶の規格が定められた。またこれ以外に「完整芽葉茶」と呼ばれる祁門毛峰や、地元の研究所が開発した紅香螺がある。以上が祁門県が認める正式な祁門紅茶の等級である。

## 祁門の現況
最高の祁門紅茶を作り続けてきた「安徽省祁門製茶工場」は2005年に閉鎖され、その後は中国国内の紅茶ブームに乗って外地（他県や他省）からの投資による茶工場経営が活発化し多くの茶工場が乱立するようになる。安徽省祁門製茶工場の設備と施設は浙江省の茶会社に買収されたが人材は散逸した。同工場が閉鎖した2005年以降、祁門紅茶の品質は年ごとに低下し逆に価格は上昇していく。投資企業は投入資金の早期回収を急ぐため、原料茶葉の質や製茶コストを落とし価格は逆に引き上げた。これが市場全体における価格の上昇と品質の低下を招く一因となったともいわれている。
特にこの数年来中国茶の泡沫経済は頂点に達し、「値段が高ければ高いほど売れる」状況で、それに伴い良質原料茶葉の奪い合い、伝統的な祁門紅茶とは異なる異常な高額茶葉の出現、富裕層による値段のつり上げ、目に見える品質の劣化などの事態に陥った。上記の品質規格などはほぼ無視されるも同然になり、等級は各茶工場が独自で定めるなど規律の乱れを引き起こしている。現地の話ではこうした混乱状態や品質低下の問題などが、伝統ある祁門紅茶の信用と栄誉に深刻な打撃を与えていることに対しての強い危機感があり、早期の適正化が求められている。